# Nuottakiermi
Nuottakiermi är en ö i Finland. Den ligger i sjön Pyyvesi och i kommunen Enonkoski i den ekonomiska regionen  Nyslotts ekonomiska region  och landskapet Södra Savolax, i den sydöstra delen av landet, 300 km nordost om huvudstaden Helsingfors. Öns area är 0,7 hektar och dess största längd är 120 meter i sydöst-nordvästlig riktning.